# Birth of a Beauty
Birth of a Beauty (hangul: 미녀의 탄생; rr: Minyeoui Tansaeng)  é uma telenovela sul-coreana transmitida pela SBS a partir do dia 1 de novembro de 2014, estrelada por Han Ye-seul, Joo Sang-wook, Jung Gyu-woon e Wang Ji-hye. 

## Sinopse
Sa Geum Ran está em uma situação desesperada. Sem ninguém a quem recorrer, ela procura Han Tae Hee (Joo Sang Wook), que é herdeiro de uma grande empresa e está sofrendo com o coração partido. Com a ajuda de Tae Hee, a mulher passa por uma cirurgia plástica e se transforma na bela Sara (Han Ye Seul). Sara conseguirá adaptar-se à nova vida como beldade enquanto também ajuda Tae Hee a curar seu coração partido?

## Elenco
- Han Ye-seul como Sara/Sa Geum-ran [3][4] [5] [6]
- Joo Sang-wook como Han Tae-hee [7]
- Jung Gyu-woon como Lee Kang-joon
- Wang Ji-hye como Gyo Chae-yeon
- Han Sang-jin como Han Min-hyeok
- In Gyo-jin como Gyo Ji-hoon
- Ha Jae-sook como Sa Keum-ran
- Han Jin-hee como Lee Jeong-sik
- Kim Young-ae como Go Soon-dong
- Kang Kyung-heon como Lee Jin-young
- Jin Ye-sol como Lee Min-young
- Kim Yong-rim como Madame Park
- Shim Yi-young como  Eun Kyung-joo
- Kim Cheong como Son Ji-sook
- Lee Jong-nam como Shim Yeo-ok
- Kim Young-ok como a avó de Kang-joon